# Велодрезина

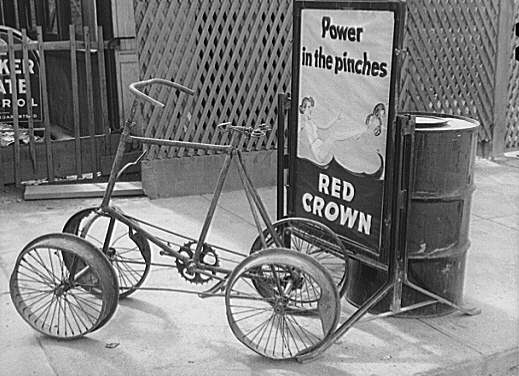
чотириколісна велодрезина
(залізничний велосипед-квадроцикл), 1940 р.

Велодрезина (рейковий велосипед, залізничний велосипед, англ. velorail, railbike) — являє собою двох-, трьох- та чотириколісні конструкції з педальним приводом для руху залізничними коліями. Обладнаний однією чи, частіше двома або чотирма парами педалей, при цьому велосипедисти сидять попарно плечем до плеча (як на водному велосипеді). Такі велосипеди використовуються в Європі на деяких закритих мальовничих залізничних лініях як розваги для туристів, раніше також служили для робітників, які слідкували за коліями та лагодили рейки й шпали.
Велодрезини — це окремий підвид дрезин з м'язовим приводом. Так називають дрезини, що приводяться в рух зусиллями м'язів ніг через спеціальну систему передач. Відрізняються достатньою легкістю приведення в рух, так як опір їхньому коченню по рейках дуже незначний.
Часто це пристрої, подібні за конструкцією з велосипедами. Іноді це просто звичайний велосипед, поставлений на рейки, обладнаний додатковим опорним колесом (колесами) для руху по другій рейці.
Існують (існували) й чотириколісні велодрезини, де зусилля все передається не на одне, а на два або всі чотири колеса, що є в такому випадку ведучими. Зокрема, екіпаж такого роду був випробуваний на французькій Східної залізниці. На ньому можуть поміститися двоє людей. Один робітник може зняти його з колії.
В даний час велодрезини використовуються для активного відпочинку на декількох залізничних лініях, на яких немає регулярного руху потягів: в Німеччині, Швеції, Норвегії, Польщі, в деяких інших європейських країнах, та у Південній Кореї. Кілька компаній орендують велодрезини в Швеції. У Сполучених Штатах тури на рейлбайках по залізниці відбуваються в кількох штатах по всій країні: у штаті Мен, в Орегоні, в горах Адірондак штату Нью-Йорк, і в Делавері.
У Фінляндії щорічний конкурс «Resiina-ralli» (англ. "Draisine Rally") охоплює кілька команд, які багато днів подорожують по залізницях з одного краю країни в інший. Це ралі транслюється по телебаченню і має популярність серед глядачів.

## Галерея

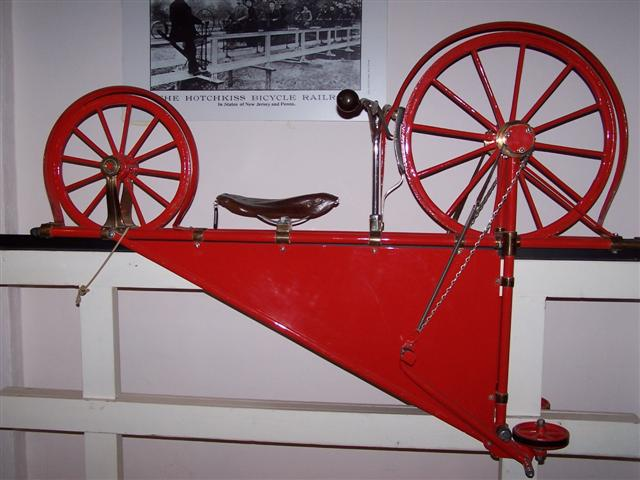
Велосипед монорейкової велозалізниці Гочкисса, США\Велика Британія, 1890-ті рр.
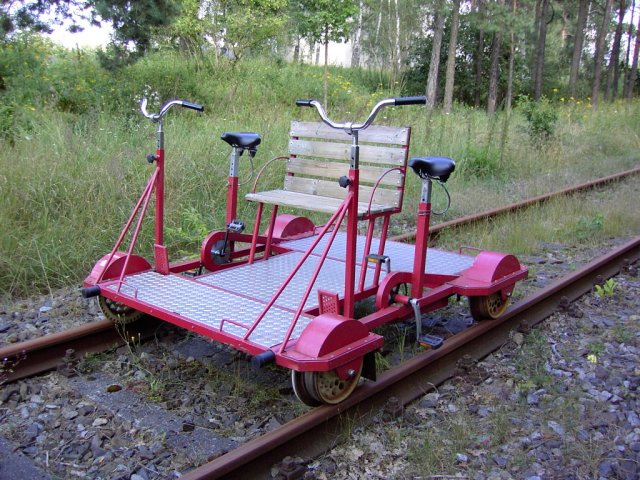
Велодрезина чотириколісна на лінії Темплін — Фюрстенберг, Німеччина
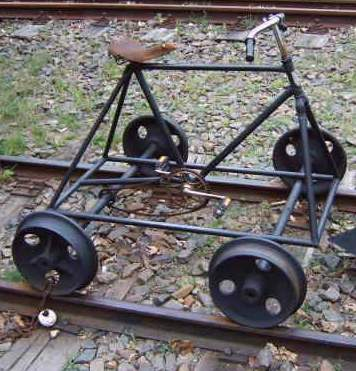
Педальний чотириколісний залізничний велосипед
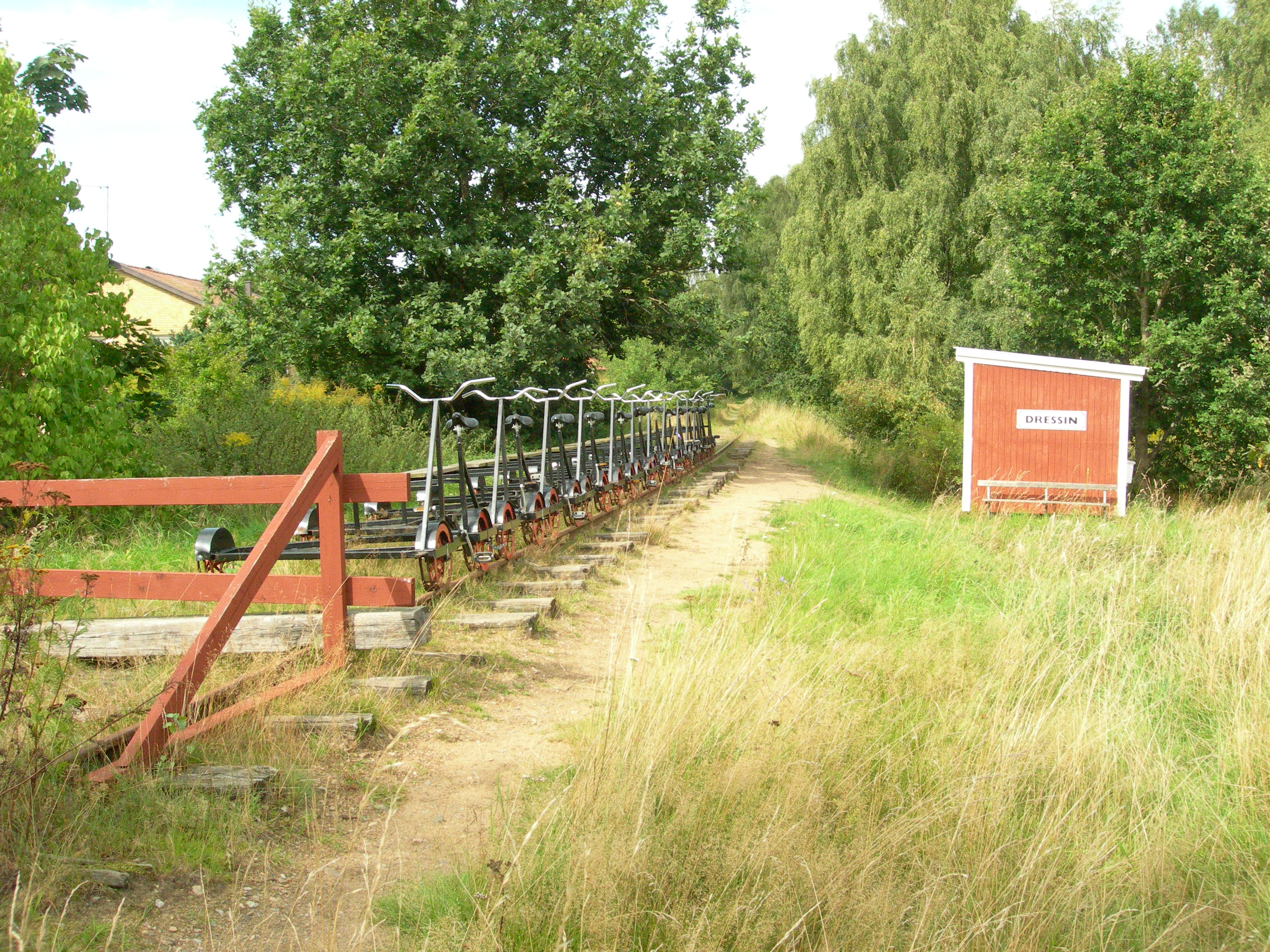
Ряд велодрезин "на прокат" на лінії Брубю — Гліммінг[sv] в Швеції